# Ôi Cameroon, cái nôi của những người đi trước
"Ô Cameroun berceau de nos ancêtres" (tiếng Anh: O Cameroon, Cradle of our Forefathers, tiếng Việt: Ôi Cameroon, cái nôi của những người đi trước) là quốc ca của Cameroon.

## Lịch sử
Lời tiếng Pháp của bài hát được viết bởi René Djam Afame (phổ nhạc cho bài hát), Samuel Minkio Bamba, và Moïse Nyatte Nko'o, khi họ còn là học sinh của Trường Phổ thông Foulassi, được chấp nhận làm quốc ca năm 1960 bởi nước Cộng hoà Cameroon độc lập.
Năm 1961, khi Cameroon thuộc Anh (miền Nam Cameroon) giành được độc lập, một phiên bản tiếng Anh đã được viết bởi Bernard Fonlon. Năm 1978, lời này được chấp nhận làm quốc ca.

## Lời hiện tại (1970-nay)

### Lời tiếng Pháp
I
Ô Cameroun berceau de nos ancêtres,
Va debout et jaloux de ta liberté.
Comme un soleil ton drapeau fier doit être
Un symbole ardent de foi et d'unité.
Que tous tes enfants du nord au sud,
de l'est à l'ouest soient tout amour,
Te servir que ce soit leur seul but,
Pour remplir leur devoir toujours.
Refrain:
Chère patrie, terre chérie,
Tu es notre seul et vrai bonheur,
notre joie et notre vie,
À toi l'amour et le grand honneur
II
Tu es la tombe où dorment nos pères,
Le jardin que nos aïeux ont cultivé.
Nous travaillons pour te rendre prospère,
Un beau jour enfin nous serons arrivés.
De l'Afrique sois fidèle enfant
Et progresse toujours en paix,
Espérant que tes jeunes enfants
T'aimeront sans bornes à jamais.
Refrain

### Lời tiếng Anh
I
O Cameroon, Thou Cradle of our Fathers,
Holy Shrine where in our midst they now repose,
Their tears and blood and sweat thy soil did water,
On thy hills and valleys once their tillage rose.
Dear Fatherland, thy worth no tongue can tell!
How can we ever pay thy due?
Thy welfare we will win in toil and love and peace,
Will be to thy name ever true!
Chorus:
Land of Promise, land of Glory!
Thou, of life and joy, our only store!
Thine be honour, thine devotion,
And deep endearment, for evermore.
II
From Shari, from where the Mungo meanders
From along the banks of lowly Boumba Stream,
Muster thy sons in union close around thee,
Mighty as the Buea Mountain be their team;
Instil in them the love of gentle ways,
Regret for errors of the past;
Foster, for Mother Africa, a loyalty
That true shall remain to the last.
Chorus:

### Dịch sang tiếng Việt
| Từ lời tiếng Pháp | Từ lời tiếng Anh |
| --- | --- |
| IÔi Cameroon, cái nôi của những người đi trước, Tiến thẳng về phía trước và giữ gìn nền tự do của Người. Như ánh mặt trời, quốc kỳ lộng lẫy của Người đúng là Một biểu tượng cháy bỏng của niềm tin và sự thống nhất. Mong sao những người con của Tổ quốc từ Bắc xuống Nam, Từ Đông sang Tây với tất cả những tình yêu, Mong sao phụng sự Người sẽ là mục đích duy nhất của họ, Để họ hoàn thành vận mệnh muôn đời. Điệp khúc:Quê hương thân yêu, vùng đất mến yêu, Người là niềm hạnh phúc chân chính và duy nhất, Niềm vui và cuộc sống của chúng con Dành cho Người tình yêu và lòng danh dự lớn lao IINgười là nấm mồ chôn sâu cha ông chúng con, Là mảnh vườn họ dày công vun đắp. Chúng con lao động chăm chỉ để Người ngày càng phồn vinh, Một ngày nào đó chúng con sẽ nhận lấy Người trong tay. Là những người con trung thành của châu Phi Và sẽ luôn luôn tiến lên trong hoà bình, Mong sao những người con của Người Sẽ dành cho Người tình yêu không biên giới muôn đời. Điệp khúc | IÔi Cameroon, Người là cái nôi của cha ông chúng con, Thánh địa linh thiêng nơi họ lại hiện về trong tâm trí, Nước mắt, máu và mồ hôi của họ đã tưới đẫm đất, Trên những ngọn đồi và thung lũng họ chăm chỉ vun xới. Tổ quốc thân yêu ơi, giá trị của Người không lời gì có thể tả xiết! Làm sao chúng con có thể đền ơn đáp nghĩa Người đây? Chúng con sẽ an toàn chiến thắng trong lao động, tình yêu và hoà bình, Sẽ làm cho tên Người mãi mãi gắn liền với chân lý! Điệp khúc:Vùng đất hứa hẹn, vùng đất vinh quang! Người là tài sản duy nhất của cuộc sống và niềm vui! Chúng con sẽ vinh danh và cống hiến vì Người, Và dành tình nghĩa sâu đậm tới muôn đời. IITừ dòng Shari, từ nơi dòng Mungo uốn lượn Từ khắp các bến bờ của dòng Boumba nông cạn Những người con của Người sẽ tập hợp lại và đóng quân trong sự thống nhất, Đội quân của họ mạnh mẽ như núi Buea; Lòng yêu nước cao quý thấm nhuần vào họ, Ta hối tiếc vì những sai lầm trong quá khứ; Ta nuôi dưỡng lòng trung thành với đất Mẹ châu Phi Chân lý ấy sẽ truyền lại tới muôn đời sau. Điệp khúc |